# Verónica Valenzuela
Verónica Valenzuela Cordero (Jerez de la Frontera, provincia de Cádiz, Andalucía, España, 9 de noviembre de 1974) es una escritora española de novela romántica desde 2009 bajo los seudónimos de Verónica Butler y Verónica Valenzuela. 
Actualmente es escritora en el sello Esencia del grupo editorial Planeta, con nueva novela en abril de 2016.

## Biografía
Verónica Valenzuela Cordero nació el 9 de noviembre de 1974 en Jerez de la Frontera, provincia de Cádiz, Andalucía, España. Es madre de una niña, y se dedica a en exclusiva a la escritura desde 2007.

### Como Verónica Butler

#### Hijos de Caín
1. El despertar del Fénix (2009/09) reeditada como Sangre guerrera. Novela de vampiros ambientada en España. Aventuras y acción a partir de 12 años.

### Como Verónica Valenzuela
- Herido (2011/11) reeditada como Morgan Drake. Romántica contemporánea. Drama.
- Más allá de las Trincheras (2011/07) reeditada como Si el odio nos separa. Romántica histórica. Drama ambientado en la Primera Guerra Mundial.
- Malena, un bombón XXL (2014/05) reeditada como Huracán Malena. Comedia romántica. Recomendada en la lista de Google 2014 en el puesto 34 entre los mejores libros de 2014.
- Tú hiciste la ley, yo fui la trampa (2016/04). Romántica contemporánea.
- No escuches al viento (2017)
- Si me ladras... te muerdo (2018)
- La luz de mis ojos (2019)
- El seductor (2020)